# 穿山游廊

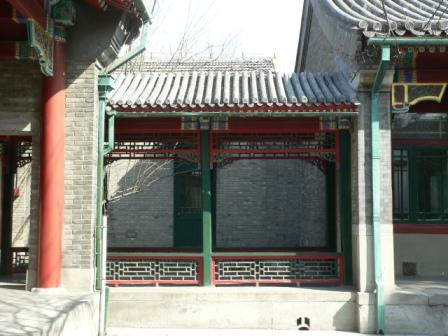
北京四合院的穿山游廊

穿山游廊，又称钻山游廊，是在房屋的山墙上开门连接起来的走廊。
四合院建筑中，正房和东西厢房之间常以穿山游廊相连。穿山游廊和檐廊、抄手游廊一起构成四合院内宅的回廊。